# Sara Duterte-Carpio
Sara Duterte-Carpio   (Davao City, 31 de maig de 1978) Inday Sara Zimmerman Duterte és una advocada i política filipina. Filla del president de Filipinas Rodrigo Duterte i Elizabeth Zimmerman, fou alcaldesa de Davao entre 2010 i 2013 i novament des de 2016.